# 朱孟爚
通山靖恭王朱孟爚（1388年2月12日—1444年），明朝楚藩第一代通山王，楚昭王朱楨的庶第六子。

## 生平
洪武二十一年正月庚辰（1388年2月12日），朱孟爚出生。永樂二年（1404年），封通山王。永樂五年（1407年），朱孟爚入朝覲見明成祖。
正統九年（1444年），朱孟爚去世，享年五十七歲，諡號靖恭。

## 家庭

### 妻
- 妃程氏，洪武十九年（1386年）出生，庐江人[4]，永州卫指挥佥事程斌女，永樂三年（1405年）冊為通山王妃[5]，永樂五年（1407年）薨[6]。其墓葬发现于武汉市江夏区流芳四股山[7]。
- 妃吴氏，黔国威毅公吴复孙女，永樂九年（1411年）冊為通山王妃[8]

### 妾
- 郭氏，生朱季垟[5]

### 子
- 庶长子：通山莊簡王朱季垟
- 第二子：鎮國將軍朱季塗[9]

### 女
- 長女：宜章县主，儀賓姜敏[10]
- 庶第二女：桃源县主，儀賓张琳[11]
- 庶第三女：麻城县主[12]
- 庶第四女：桂阳县主，儀賓魏宣[13]